# ONLY YU
「ONLY YU」（オンリー ユー）は、さかいゆうの1枚目のミニアルバム。

## 解説
- 全曲1人多重奏で録音されたアルバム。
- 初回生産限定盤は、ボーナストラックを2曲収録。

## 収録曲
- 全作詞・作曲・編曲：さかいゆう（特記以外）

1. music
2. AHEAD
  - アルバム・リードトラック
3. ケセラセLife
4. ソングライダー
5. It's YOU
6. 夏のラフマニノフ
7. Rock With You
  - 初回生産限定盤ボーナストラック
  - マイケル・ジャクソンのカバー。
8. FUTARI
  - 初回生産限定盤ボーナストラック
  - 山下達郎のカバー。